# Tiko Air
Tiko Air – madagaskarskie linie lotnicze z siedzibą w Antananarywie. Obsługuje loty czarterowe na terenie Madagaskaru.

## Historia
Zostały założone w 2000 roku przez Tiko Holding Company (zarządzaną przez byłego prezydenta Madagaskaru, Marca Ravalomananę) we współpracy z Air Madagascar.

## Flota
Linie posiadają 1 samolot:
- ATR 42-72 (rejestracja: 5R-MJT[5]) – w posiadaniu linii od 23 czerwca 2006, początkowa rejestracja 5R-TIK[6].